# 仕丁
仕丁（しちょう）とは、奈良時代の律令制における労役のひとつ。
- 令制のもとでは、50戸単位の1里ごとに2名の正丁を3年間徴集した[2]。そのうち、1名を立丁、もう1名を廝丁といい、廝丁は立丁の炊事などの役をつとめさせ、彼らの生活費は供出元である里が負担した[2]。在京の各官庁などに配置され、造営事業の労力源となった。